# Alexander Lutz
Alexander Lutz (26 de julio de 1973) es un deportista alemán que compitió en remo. Ganó tres medallas de plata en el Campeonato Mundial de Remo entre los años 1996 y 1998, en la prueba de cuatro scull ligero.

## Palmarés internacional
| Campeonato Mundial | Campeonato Mundial       | Campeonato Mundial | Campeonato Mundial  |
| Año                | Lugar                    | Medalla            | Prueba              |
| ------------------ | ------------------------ | ------------------ | ------------------- |
| 1996               | Motherwell (Reino Unido) | Medalla de plata   | Cuatro scull ligero |
| 1997               | Aiguebelette (Francia)   | Medalla de plata   | Cuatro scull ligero |
| 1998               | Colonia (Alemania)       | Medalla de plata   | Cuatro scull ligero |